# Ghorthali
Ghorthali (nepalski: घोर्थली) – gaun wikas samiti w środkowej części Nepalu  w strefie Bagmati w dystrykcie Sindhupalchowk. Według nepalskiego spisu powszechnego z 2001 roku liczył on 416 gospodarstw domowych i 2070 mieszkańców (1035 kobiet i 1035 mężczyzn).